# 6517 Buzzi
6517 Buzzi là một tiểu hành tinh vành đai chính với chu kỳ quỹ đạo là 976.4129550 ngày (2.67 năm).
Nó được phát hiện ngày 21 tháng 1 năm 1990 ở Đài thiên văn Palomar.